# Phyllophaga varohiana
Phyllophaga varohiana är en skalbaggsart som beskrevs av Moron 2006. Phyllophaga varohiana ingår i släktet Phyllophaga och familjen Melolonthidae. Inga underarter finns listade i Catalogue of Life.